# 조니 자일스
마이클 존 "조니" 자일스(영어: Michael John "Johnny" Giles, 1940년 11월 6일 아일랜드 더블린 ~ )는 아일랜드의 전직 축구 선수 겸 축구 감독이다.
1957년 잉글랜드의 맨체스터 유나이티드 소속으로 데뷔했으며 1963년 팀의 잉글랜드 FA컵 우승에 기여했다. 그 해에 리즈 유나이티드로 이적하였고 팀의 리그 2회 우승(1969, 1974), 잉글랜드 FA컵 1회 우승(1972), 풋볼 리그 컵 1회 우승(1968), 인터시티스 페어스컵 2회 우승(1968, 1971)에 공헌하였다.
1975년부터 1977년까지 웨스트 브로미치 앨비언에서 선수 겸 감독으로 활약했으며 2003년 아일랜드 축구 협회로부터 UEFA 주빌리 어워드 수상자로 선정되었다.